# Georgica a IV-a
Mircea Cărtărescu creează o poezie postmodernă, care se înscrie în concepția exprimată de Umberto Eco și anume că trecutul ne condiționează, ne apasă umerii, ne șantajează și de aceea acesta trebuie revizuit cu ironie, cu candoare. Referindu-se la propia poezie, Cărtărescu mărturisea: Ce simt, ce văd, ce gândesc în împrejurările obișnuite ale vieții mele de om obișnuit formează conținutul poeziei, care devine preponderent ca importanță față de formă.
Georgica a IV-a face parte din volumul de debut Faruri, vitrine fotografii (1980), titlul preluat de la Vergilius, în care Mircea Cărtărescu ilustrează maniera lirică postmodernistă, adică interesul artistului pentru cotidian. Poezia nu este structurată pe strofe, nu are rimă, tot textul este scris cu literă mică, atât numele proprii, cât și începutul propozițiilor și nu există deloc semne de punctuație.

### Tema poeziei
O constituie imaginea societății socialiste, ilustrată prin limbajul standardizat, șablonizat și prin mentalitatea epocii. Evenimentele care-l preocupau atunci pe țăran erau diverse și paradoxale, deoarece acesta nu era interesat de lucrul pe ogor, ci mai ales de noutățile culturale sau cele legate de civilizație. Astfel, începutul poeziei se referă la electrificarea țării, acțiunea cu care comuniștii s-au lăudat multă vreme și la care eul liric se referă cu ironie. Țăranul a putul astfel să ia cunoștință despre evenimentele petrecute în alte țări, cum ar fi războiul civil din Cipru și Liban și chiar să ia atitudine față de această situație, să comenteze și să se indigneze în mijlocul ogorului său. Interesat de sateliții artificiali care se lansau în jurul Pământului și care constituiau anii 1980 o noutate, de noua aparatură electronică, țăranul este implicat în mecanismul civilizației industrale, știe ce sunt bateriile solare și gerovitalul, care face ridurile să dispară: bă cu gerovital se duc ridurile ca-n palmă. Traiul zilnic al țăranului nu se ridică însă la nivelul acestei civilizații, ci rămâne la stadiul de teorie, omul hrănindu-se la chindie cu fasole din conservă și cu cărnăciori produși la Fetești. Universul țărănesc este ilustrat numai prin două elemente exprimate prin expresii populare tipice: „dați în câini”, și „dați-i zor cu porumbul”, care constituie un fel de rămas-bun, o plecare „pe lumea cealaltă adică a treia/ și ultima feții mei”.

### Finalul
Ilustrează intertextualitatea, deoarece Cărtărescu preia un citat din poezia lui Tudor Arghezi intitulată „De-a v-ați ascuns...”, care exprimă viziunea țărănească despre moarte. Tonul lui Cărtărescu este ironic, el parodiind, prin tenta ostentativ populară a cuvintelor, sensul concepției lui Tudor Arghezi: „dragii mei copchii mei ce să-i faci/ așa e jocul/ arză-l-ar focul”.

### Limbajul poetic
Se caracterizează prin lipsa indiciilor de persoană în primele șase versuri, construind imaginea unui țăran fără nici o legătură cu tradiția și spiritualitatea acestuia. Marcarea persoanei I plural conturează condiția țăranului în societate ce numai aparent are nivel înalt de civilizație, iar persoana a II-a împreună cu imperativul verbului dați creează impresia că se muncește, sugerându-se chiar o responsabilitate pentru muncă: „dați-i zor cu porumbul”. Ultimele versuri introduc persoana I singular, eul liric fiind cuprins de o amară ironie față de sfârșitul vieții, parodiat ca un joc preluat din altă parte. 

### Lexicul poeziei
Este alcătuit din cuvinte și expresii populare, vocabularul fiind prozaic, preluat din cotidian.